# Polypedates pseudotilophus
Polypedates pseudotilophus es una especie de anfibio anuro de la familia Rhacophoridae.

## Distribución geográfica
Esta especie es endémica de Indonesia. Se encuentra en las islas de Sumatra y Java. Habita a 712 m sobre el nivel del mar. La localidad tipo es Bengkulu, Kepahiang, Merigi, Batu Ampar, sur de Sumatra, Indonesia (03 ° 30 ′ 46 ″ S, 102 ° 32 ′ 53 ″ E).

## Publicación original
- Matsui, Hamidy & Kuraishi, 2014: A new species of Polypedates from Sumatra, Indonesia (Amphibia: Anura). Species Diversity, vol. 19, p. 1-7.[3]